# Wiktor Wyłkow
Wiktor Georgijew Wyłkow (ur. 3 kwietnia 1936 w Sofii, zm. 6 lipca 2022) – bułgarski polityk nurtu ludowego i dyplomata, działacz Bułgarskiego Ludowego Związku Chłopskiego, deputowany na Konstytuantę (1990–1991), wicepremier w rządzie Dimityra Popowa (1990–1991) i pierwszy powojenny niekomunistyczny minister spraw zagranicznych w tym gabinecie.

## Życiorys
Jest synem Georgiego Wyłkowa, jednego z przedwojennych liderów Bułgarskiego Ludowego Związku Chłopskiego, zamordowanego przez komunistów w 1942 roku.
W 1959 roku ukończył Politechnikę w Sofii. Sześć lat później wstąpił do Bułgarskiego Ludowego Związku Chłopskiego, gdzie w ciągu kolejnych lat awansował w partyjnej hierarchii: w 1981 roku został członkiem zarządu, a w 1990 jego przewodniczącym. Był deputowanym na Konstytuantę (1990–1991), gdzie wpółtworzył Konstytucję Republiki Bułgarskiej. Jako kandydat BLZCh brał udział w wyborach prezydenckich w 1990, ale wycofał się tuż przed głosowaniem.
W grudniu 1990 roku jako jeden z dwu przedstawicieli BLZCh wszedł do rządu Dimityra Popowa, pierwszego po wojnie, tworzonego także przez przedstawicieli demokratycznej opozycji. Wyłkow został wicepremierem i ministrem spraw zagranicznych.
Po upadku gabinetu wycofał się z życia publicznego. Przez pięć lat (1993–1998) był ambasadorem Bułgarii w Turcji.